# Three Fingered Jack
Le Three Fingered Jack est un volcan éteint et fortement érodé culminant à 2 390 mètres d'altitude dans le centre de l'Oregon, au Nord-Ouest des États-Unis. Il fait partie de la chaîne des Cascades. Il abrite un minuscule glacier sur son versant nord-est. Il s'agit du dernier grand sommet de la partie américaine des Cascades à être gravi, en 1923, par des lycéens de Bend, plus d'une décennie après l'ascension des Three Sisters. Il est protégé au sein de la réserve intégrale du Mont Jefferson et des forêts nationales de Willamette et de Deschutes.

## Toponymie
En anglais, Three Fingered Jack signifie littéralement « Jack à trois doigts ». L'origine du nom est incertaine. Si elle est souvent expliquée par la forme de sa crête sommitale érodée, il est difficile d'y distinguer trois cimes en particulier de quelque angle où l'on se trouve. Aussi, il n'est pas impossible que le nom provienne d'un trappeur auquel il aurait manqué deux doigts,. Il a été rebaptisé au début du XXe siècle alors qu'il était précédemment appelé mont Marion.

## Géographie

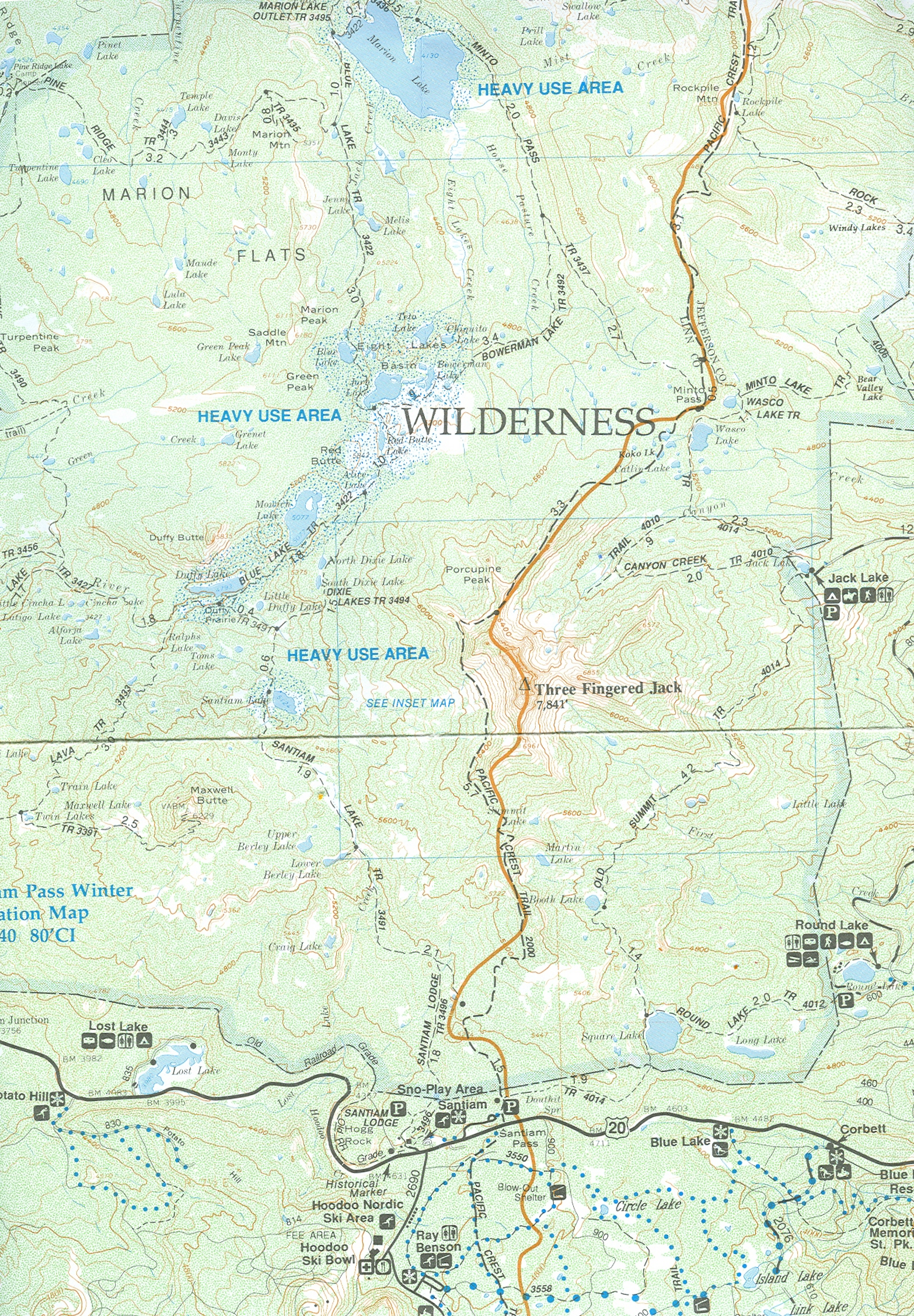
Carte de la région du Three Fingered Jack.

Le Three Fingered Jack se situe dans le Nord-Ouest des États-Unis, au centre de l'État de l'Oregon, sur la limite entre les comtés de Linn à l'ouest et de Jefferson à l'est,. Il se trouve à une trentaine de kilomètres au nord-ouest de Sisters et une soixantaine de Bend, tandis que Salem, la capitale de l'État, est à 100 kilomètres à l'ouest-nord-ouest et Portland, la ville la plus peuplée, est à près de 130 kilomètres au nord-ouest. Les côtes de l'océan Pacifique se trouvent à 180 kilomètres à l'ouest. Il est longé au sud par la route nationale 20 et domine le col Santiam. Le sommet s'élève à 2 390 mètres d'altitude dans la chaîne des Cascades. Sa hauteur de culminance est de 756 mètres ; le sommet plus élevé le plus proche est le mont Jefferson à 22 kilomètres au nord, un autre volcan de l'arc volcanique des Cascades. Le Three Fingered Jack forme une crête étroite orientée nord/sud de six à sept kilomètres de long selon un alignement de dykes dominant des dépôts d'éjectas ; Porcupine Rock se trouve sur l'arête nord, à 2 013 mètres d'altitude,. Une crête secondaire part depuis le sommet en direction de l'est en formant une fourche. Le cirque glaciaire sur le versant nord-est de la montagne abrite les vestiges d'un glacier, décrit par K.N. Phillips en 1938 et nommé glacier Jack qui, bien que ne figurant plus sur les cartes de l'United States Geological Survey, semble continuer d'alimenter un petit lac glaciaire de près de cent mètres de long à environ 1 850 mètres d'altitude,. Le Canyon Creek naît dans ce cirque ; le First Creek prend sa source sur le versant sud-est, notamment au niveau des lacs Summit, Martin et Booth (150 à 250 mètres de longueur). Ces deux cours d'eau sont des affluents directs de la Metolius et appartiennent donc au bassin de la rivière Deschutes. Sur le versant occidental naissent, du nord au sud, le Horse Pasture Crek et l'Eight Lakes Creek, qui alimentent le lac Marion depuis lequel s'écoule le Marion Creek, la rivière North Santiam, qui est son confluent et appartient au bassin de la Willamette, et enfin le Lost Lake Creek, qui se jette dans le Lost Lake et n'a pas d'exutoire connu. Le volcan est considéré comme éteint et se compose principalement d'andésite basaltique. La limite des arbres se situe entre 1 800 et 2 100 mètres d'altitude.

## Histoire
La région du Three Fingered Jack est le territoire traditionnel des Molala. Comme l'a mis en évidence le pionnier John Minto vers le milieu du XIXe siècle, ces Amérindiens ont tracé trois remarquables sentiers bien distincts, d'est en ouest, desquels partent de nombreuses branches à travers tout leur territoire. Le sentier central relie alors les vallées de la North Santiam à celle de la Metolius en passant par le lac Marion. Les Molala migrent en fonction des saisons d'un versant à l'autre des High Cascades. Ils pêchent du saumon et collectent des baies, des fruits secs, des graines, des racines, des herbes sèches et de l'obsidienne. Toutefois, leur population est toujours demeurée restreinte en raison du climat et de la topographie difficiles.
David Douglas est le premier Occidental, en empruntant le sentier septentrional des Molala, à approcher le Three Fingered Jack d'aussi près, en 1825, soit un an seulement après l'établissement de Fort Vancouver. Peter Skene Ogden fait probablement de même l'année suivante, en traversant la chaîne des Cascades,.
La première ascension du sommet date de 1923. Elle aurait été réalisée par six lycéens de Bend nommés Ervin McNeal, Armin Furrer, Phil Philbrook, Elmer Johnson, Leo Harryman, Ernest Putnam,,,, du 3 au 4 septembre. Une semaine après l'ascension du mont Washington par quatre d'entre eux,,, ils escaladent les parois du versant occidental du Three Fingered Jack, avec un dernier passage vertical de 20 mètres de hauteur et forent un trou dans la roche afin d'y placer un cylindre contenant leurs noms,. La première ascension est parfois attribuée au club des Mazamas la même année mais semble improbable en raison du retentissement qu'a eu l'ascension par les lycéens de Bend et des échecs rencontrés par les Mazamas au mont Washington.

## Activités

### Randonnée et ascension

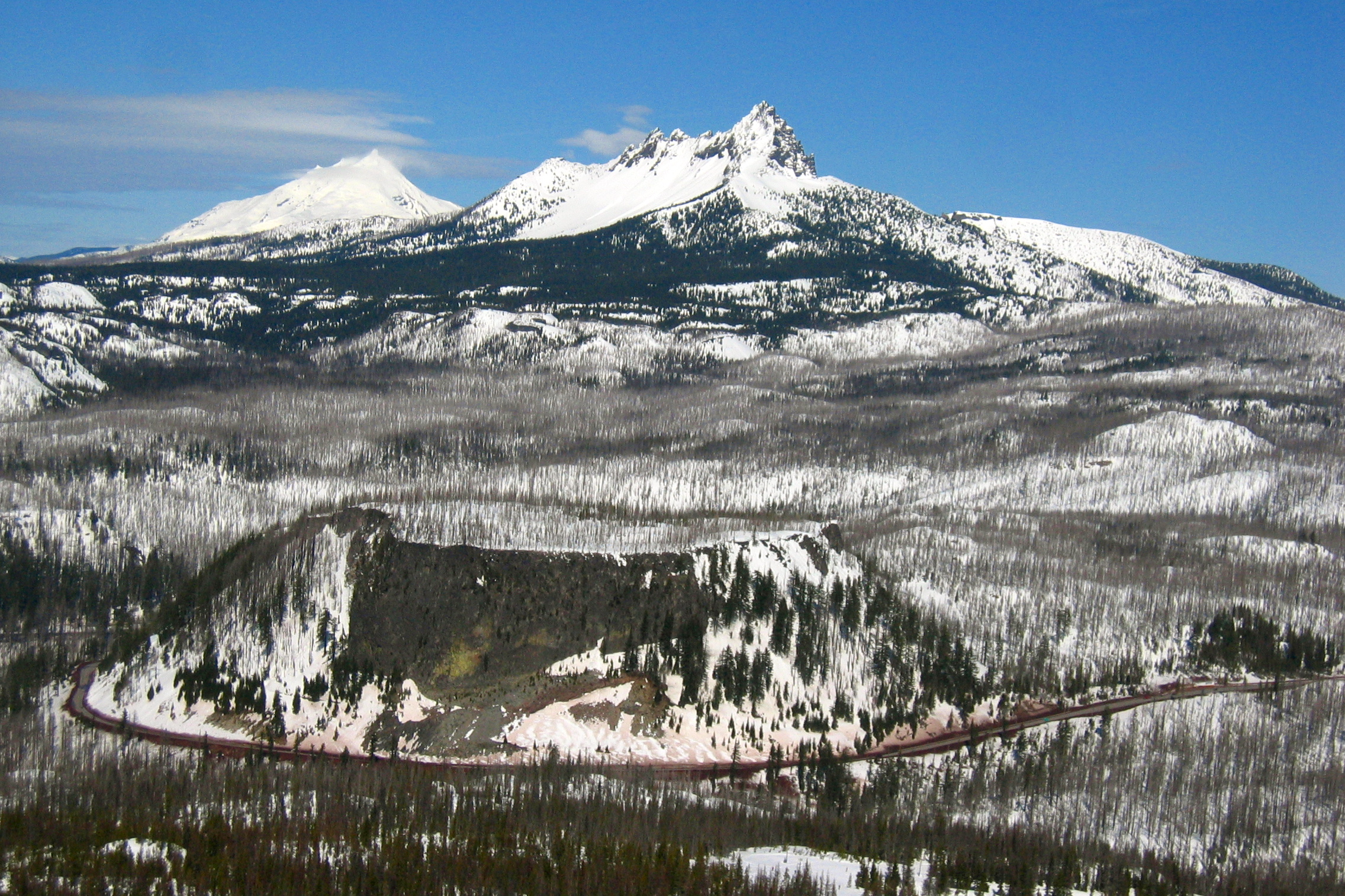
Vue depuis le col Santiam.

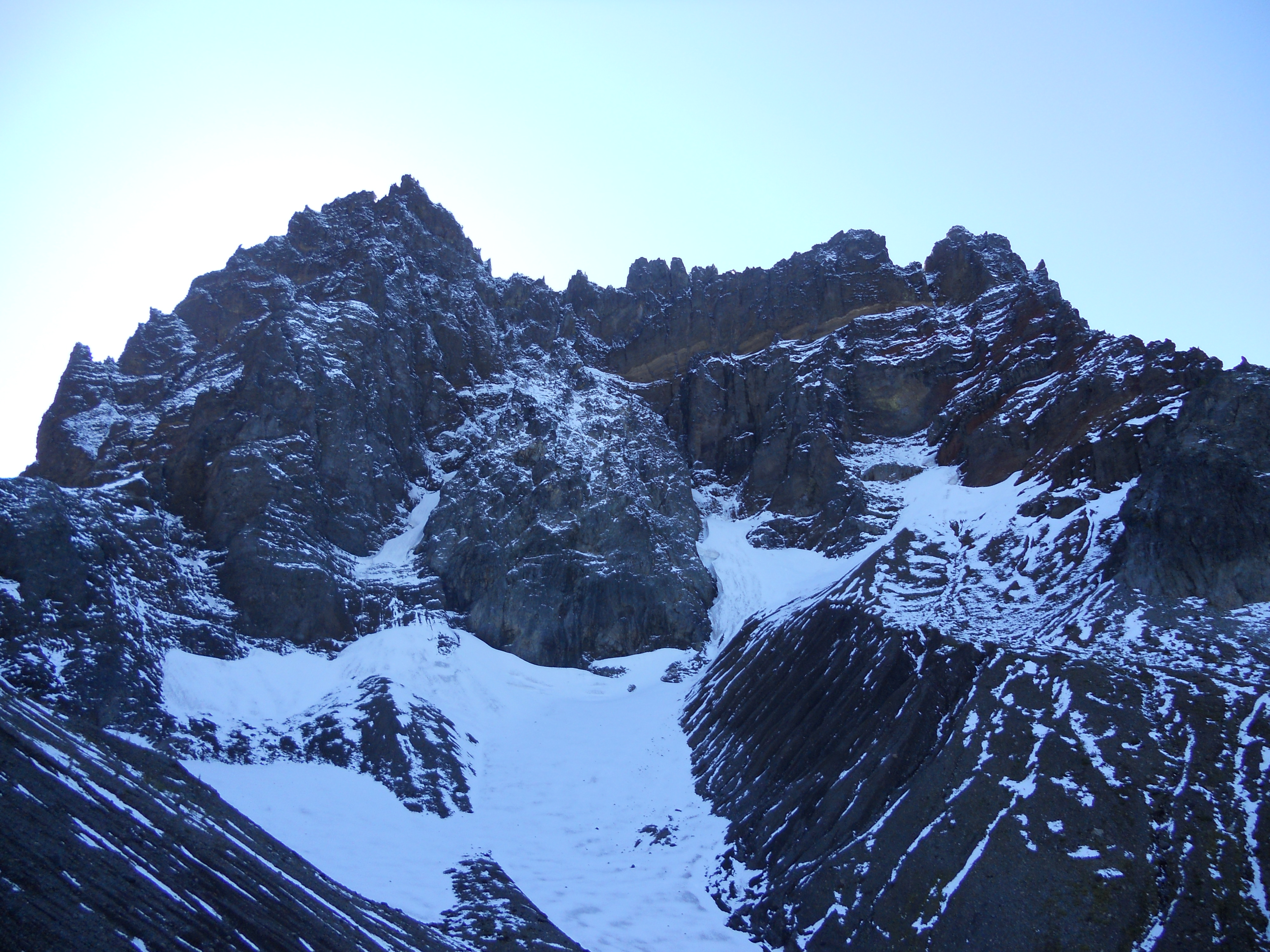
Vue de la face nord-est.

La voie d'ascension normale pour gravir le sommet emprunte l'arête méridionale et requiert certains mouvements techniques d'escalade dans une roche très friable.
Le Pacific Crest Trail traverse la montagne du nord au sud et passe sous les cimes principales, à un peu moins de 2 000 mètres d'altitude sur le versant occidental. Il est également possible d'effectuer un circuit de 33 kilomètres et 1 000 mètres de dénivelé, toujours en randonnée pédestre, autour de la montagne. L'itinéraire emprunte le Pacific Crest Trail depuis le col Santiam en direction du nord jusqu'au col Minto (pédestre) ; il quitte ensuite le PCT et descend vers le lac Wasco, avant de remonter le cours du Canyon Creek à travers des prairies et de franchir l'arête orientale du Three Fingered Jack ; finalement, il redescend dans une portion non balisée d'environ un kilomètre en suivant le First Creek, puis il prend la direction du sud en longeant les lacs Booth et Square et rejoint le point de départ de la randonnée.

### Protection environnementale
Le Three Fingered Jack est protégé depuis 1968 au sein de la réserve intégrale du Mont Jefferson (en anglais : Mount Jefferson Wilderness) dont la superficie a progressivement été portée à 450 km2. Elle s'échelonne depuis 914 mètres d'altitude jusqu'à la cime du mont Jefferson à 3 199 mètres d'altitude. La réserve a pour but de garantir un air et une eau purs, ainsi qu'un habitat préservé pour les plantes et les animaux rares et menacés. Elle autorise la pratique de la randonnée pédestre, du trekking, de l'escalade, du canoë-kayak, du rafting, de la randonnée équestre, de l'observation ornithologique ou encore de l'astronomie amateur mais interdit généralement tout type de véhicule à moteur et les groupes de plus de douze personnes. La réserve est gérée conjointement par la forêt nationale de Willamette sur le versant occidental appartenant au comté de Linn,, qui a été créée en 1933 et couvre 6 790 km2, par la forêt nationale de Deschutes sur le versant oriental appartenant au comté de Jefferson,, qui a été créée en 1908 et couvre 6 462 km2, et par la forêt nationale du Mont Hood, qui a été créée en 1924 et couvre 4 524 km2 mais ne concerne pas le Three Fingered Jack.